# Аихризон
Аихризон — род суккулентных растений, растущих на Канарских и Азорских островах, на Мадейре, в Марокко; один вид встречается в Португалии. Общее число видов — около пятнадцати.
Представители рода — однолетние и многолетние травянистые растения, иногда полукустарники.
Недавние филогенетические изучения толстянковых показали, что Аихризоны близкородственны с родом Монантес и Эониум (оба рода также эндемичны на Канарских островах). У двух других родов толстянковых сложносоставные цветы (Молодило и Бородник) не близкородственны к трём родам Канарских островов.
На Канарских островах центр видового разнообразия, как представляется, приходится на остров Пальма, имеющий отношение к исследованию аихризона Фарфилдом и другими.

## Виды
По информации базы данных The Plant List, род включает 18 видов:
- Aichryson × azuajei Bañares
- Aichryson bethencourtianum Bolle
- Aichryson bituminosum Bañares
- Aichryson bollei Webb ex Bolle
- Aichryson × bramwellii G.Kunkel
- Aichryson brevipetalum Praeger
- Aichryson divaricatum (Aiton) Praeger
- Aichryson dumosum (Lowe) Praeger
- Aichryson × intermedium Bramwell & G.D.Rowley
- Aichryson laxum (Haw.) Bramwell
- Aichryson pachycaulon Bolle
- Aichryson palmense Webb ex Bolle
- Aichryson parlatorei Bolle
- Aichryson porphyrogennetos Bolle

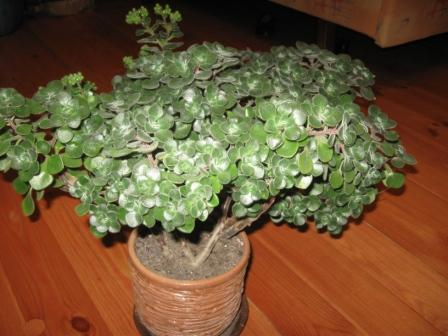
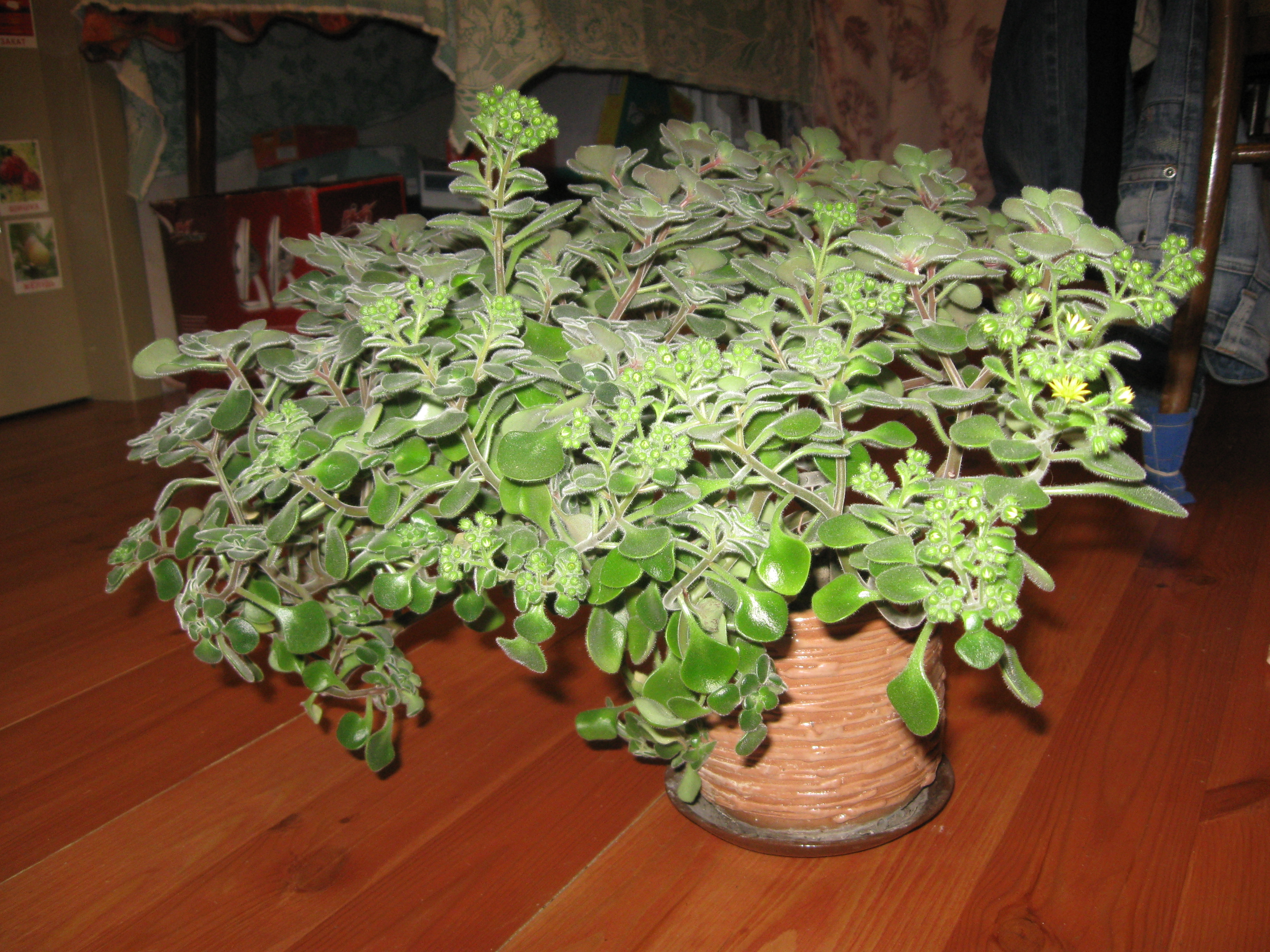

- Aichryson × praegeri G.Kunkel
- Aichryson punctatum (C.Sm. ex Link) Webb & Berthel.
- Aichryson tortuosum (Aiton) Webb & Berthel.
- Aichryson villosum (Aiton) Webb & Berthel.